# Albert Gran
Albert Gran (né le 4 août 1862 à Bergen en Norvège, mort le 16 décembre 1932 à Los Angeles), est un acteur de théâtre et de cinéma américain.

## Biographie
Né en Norvège, il étudie la comédie au Théâtre Royal de Copenhague, puis émigre aux États-Unis en 1914 où il commence sa carrière au cinéma en 1916. Il apparaît dans 44 films entre 1914 et 1932. Il meurt dans un accident d'automobile à Los Angeles à l'âge de 70 ans, avant la fin de son dernier film, Entrée des employés (Employees' Entrance).

## Filmographie partielle
- 1916 : Out of the Drifts
- 1920 : Civilian Clothes
- 1924 : Mon cœur et mes millions (Her Night of Romance) de Sidney Franklin
- 1926 : Le Diable par la queue (Early to Wed) de Frank Borzage
- 1927 : Breakfast at Sunrise
- 1927 : Soft Cushions d'Edward F. Cline
- 1927 : 7th Heaven
- 1927 : Hula de Victor Fleming
- 1927 : Les Enfants du divorce (Children of Divorce)
- 1928 : Grande Vedette (Mother Knows Best) de John G. Blystone (premier film parlant de la Fox)
- 1928 : The Blue Danube
- 1928 : Martini dry de Harry d'Abbadie d'Arrast
- 1928 : Les Quatre Fils (Four Sons)
- 1928 : L'Âme d'une nation (We Americans)
- 1929 : Tanned Legs
- 1929 : Jeunes filles modernes (Our Modern Maidens)
- 1929 : Dressez ma fille (Geraldine) de Melville W. Brown
- 1929 : The Show of Shows
- 1930 : The Little Accident  de William James Craft
- 1930 : The Man from Blankley's de Alfred E. Green
- 1931 : The Brat
- 1931 : Mon passé (My Past) de Roy Del Ruth
- 1931 : Kiss Me Again
- 1931 : Command Performance de Walter Lang
- 1932 : Beauty Parlor
- 1932 : Entrée des employés (Employees' Entrance)